# Asesinatos del Codo del Diablo
Se conoce como asesinatos del Codo del Diablo a un crimen político realizado en Costa Rica el 19 de diciembre de 1948, en el área de Siquirres, provincia de Limón, conocida como “Codo del Diablo”. Seis presos políticos fueron secuestrados y asesinados extrajudicialmente debido a su afiliación política con el comunismo. Las víctimas fueron Federico Picado Sáenz, Tobías Vaglio Sardi, Lucio Ibarra, Octavio Sáenz Soto, Narciso Sotomayor y Álvaro Aguilar (todos costarricenses, excepto Sotomayor que era nicaragüense), quienes estaban vinculados al partido comunista Vanguardia Popular y fueron combatientes del bando “caldero-comunista” que resultó perdedor durante la guerra civil de Costa Rica de 1948 que había terminado ocho meses atrás. Los asesinos eran afines al bando ganador o “figuerista” y el gobierno estaba en manos de la Junta Fundadora de la Segunda República, gobierno de facto. Ha sido el único caso conocido posterior a 1948 en que se dio el asesinato de ciudadanos costarricenses debido a sus ideas políticas por parte de personas vinculadas al Estado.
Quienes perpetraron el crimen fueron el capitán Manuel Zúñiga Jirón y el subteniente Luis Norberto Valverde Quirós de la Fuerza Pública y como chofer el cubano Clarencio Auld Alvarado.
Los detenidos fueron trasladados desde una comandancia policial en Limón esposados hasta el área de Siquirres a orillas del Río Reventazón conocida como “Codo del Diablo” donde, a bordo del tren al atlántico de la empresa Costa Rica Northern Railway Company, fueron asesinados con arma de fuego y sus cuerpos lanzados al río donde se pensó que no serían encontrados, sin embargo uno de los cuerpos se desprendió de las esposas y se separó del resto siendo encontrado poco después. 
Se dictó orden de arresto, encarcelamiento y juicio contra los culpables, sin embargo estos escaparon de la justicia al extranjero, según se denuncia, con ayuda de contactos que tenían en el gobierno.
En el aniversario del suceso en 2012, José María Villalta, entonces diputado del partido de izquierda Frente Amplio (que se proclama sucesor histórico del PVP) recordó el hecho en el plenario y acusó al gobierno de aquel entonces presidido por José Figueres Ferrer de haber emitido la orden del crimen.
En el 2014 se estrenó un documental sobre el hecho titulado “El codo del Diablo”, dirigido por los hermanos Ernesto y Antonio Jara y presentado en el Festival de Cine Paz con la Tierra.